# Claire Akossiwa
Claire Akossiwa, född 11 augusti 1996, är en togolesisk roddare.
Akossiwa tävlade för Togo vid olympiska sommarspelen 2016 i Rio de Janeiro, där hon slutade på 32:a plats i singelsculler.